# Sopaipilla

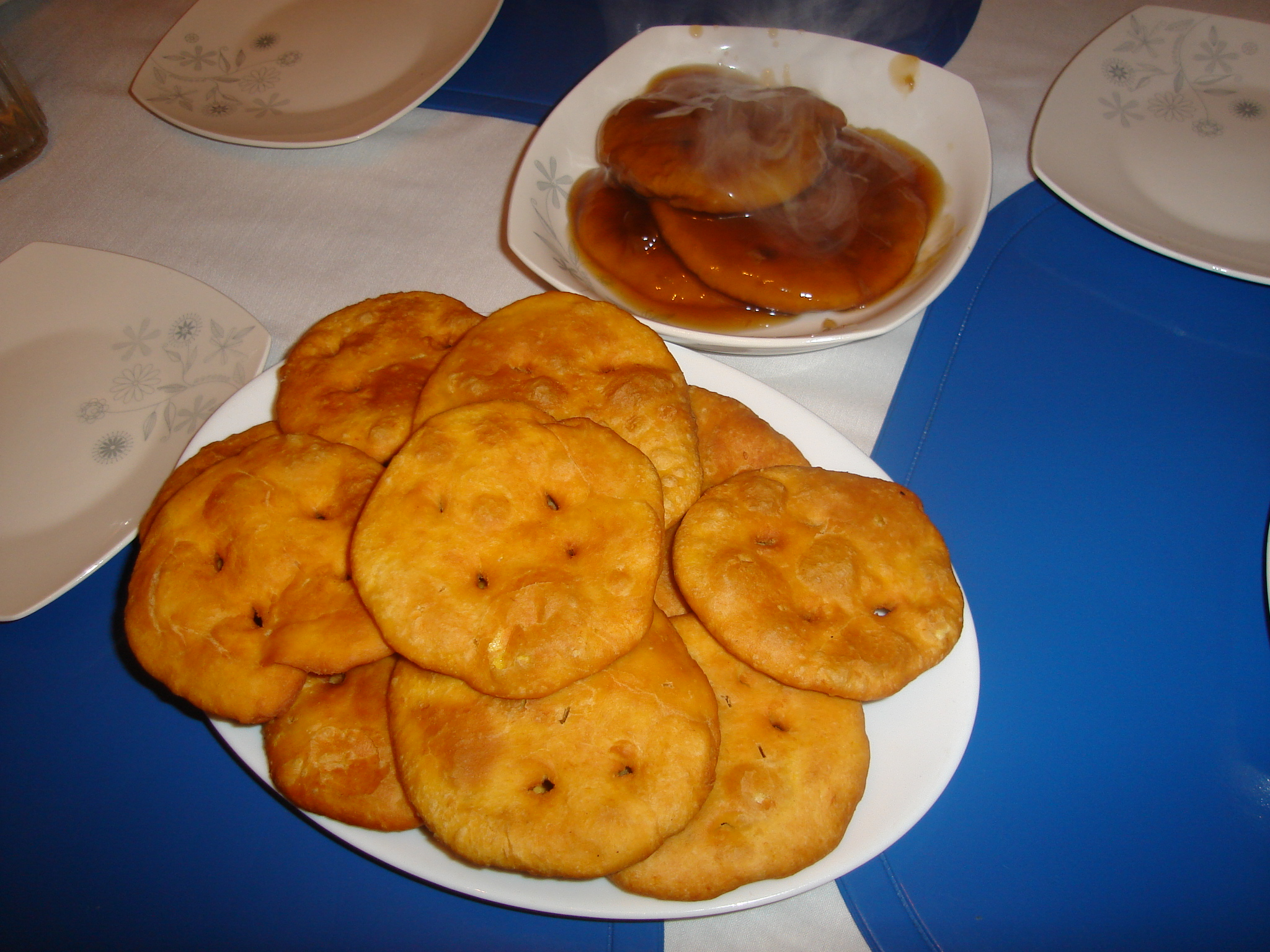
Sopaipillas chilenas com e sem molho picante de chancaca.

Sopaipilla, sopapilla, sopaipa, ou cachanga é um pão frito em várias versões, doce ou não doce, comido na Argentina, Bolívia, Chile, Novo México, Peru e Texas. A palavra sopaipilla é um diminutivo de sopaipa, palavra que veio para o espanhol da língua moçárabe, outrora falada no sul da Península Ibérica. Xopaipa, a palavra moçárabe original, era usada para pão mergulhado em óleo e originalmente veio da língua germânica suppa que significa "pão mergulhado".